# Adeje
Adeje település Spanyolországban, Santa Cruz de Tenerife tartományban. Adeje Arona, Guía de Isora, La Orotava és Vilaflor községekkel határos. Lakosainak száma 50 549 fő (2024).

## Népesség
A település népessége az elmúlt években az alábbi módon változott:
| Lakosok száma | 21 862 | 30 304 | 38 245 | 43 204 | 45 134 | 45 405 | 46 833 | 47 869 | 49 270 | 50 549 |
|               | 2001   | 2004   | 2007   | 2009   | 2011   | 2015   | 2017   | 2019   | 2022   | 2024   |